# Colour by Numbers
Az 1983-as Colour by Numbers a Culture Club második nagylemeze. Az albumon olyan nemzetközi sikerek szerepelnek, mint a Church of the Poison Mind és a Karma Chameleon.
Az album világszerte több mint tízmillió példányban kelt el, több sikeres kislemez jelent meg mellé. A Church of the Poison Mind Top 10-es lett az Egyesült Királyságban, Amerikában, Kanadában, Ausztráliában és több európai országban. A lemez legismertebb dala a Karma Chameleon, amely szinte minden országban listavezető lett. A Victims csak Európában és Óceániában jelent meg, több országban sláger lett, az Egyesült Királyságban és Ausztráliában a legjobb ötbe is bekerült. A Miss Me Blind-ot Észak- és Dél-Amerikában, Japánban és Ausztráliában adták ki (az Egyesült Államokban és Kanadában Top 5-ös). Az It's a Miracle majdnem mindenütt megjelent, több piacon Top 10-es, illetve Top 20-as lett. A Mister Man csak Dél-Afrikában jelent meg.
A Colour by Numbers több országban arany, platina vagy multiplatina minősítést szerzett. Amerikában a 2. helyig jutott, négyszeres platinalemez lett. Kanadában ez volt az első gyémántalbum (tízszeres platina minősítés vagy egymillió eladott példány).
1989-ben az album 96. lett a Rolling Stone magazin Az 1980-as évek 100 legjobb albuma listáján, 2006-ban bekerült az 1001 lemez, amit hallanod kell, mielőtt meghalsz könyvbe is.

## Az album dalai
| 1. | Karma Chameleon                              | Culture Club | 4:12 |
| 2. | It's a Miracle                               | Culture Club | 3:25 |
| 3. | Black Money                                  | Culture Club | 5:19 |
| 4. | Changing Every Day                           | Culture Club | 3:17 |
| 5. | That's the Way (I'm Only Trying to Help You) | Culture Club | 2:45 |

| 1. | Church of the Poison Mind | Culture Club | 3:30 |
| 2. | Miss Me Blind             | Culture Club | 4:30 |
| 3. | Mister Man                | Culture Club | 3:36 |
| 4. | Stormkeeper               | Culture Club | 2:46 |
| 5. | Victims                   | Culture Club | 4:55 |

## Közreműködők
- Boy George – ének
- Mikey Craig – basszusgitár
- Roy Hay – gitár, zongora, billentyűk, szitár, elektromos szitár
- Julian Stewart Lindsay – zongora
- Jon Moss – ütőhangszerek, dob

### További zenészek
- Judd Lander – szájharmonika
- Phil Pickett – billentyűk, háttérvokál
- Steve Grainger – szaxofon
- Patrick Seymour – fuvola
- Helen Terry – háttérvokál
- Graham Broad – ütőhangszerek
- Trevor Bastow – vonósok hangszerelése
- Jermaine Stewart – háttérvokál
- Terry Bailey – trombita

### Produkció
- Steve Levine – producer, digitális keverés
- Simon Humphrey – hangmérnök
- Gordon Milne – hangmérnök
- Tim Young – mastering
- Jon Moss – digitális keverés
- Mike Ross – hangmérnök

## Fordítás
Ez a szócikk részben vagy egészben a Colour by Numbers című angol Wikipédia-szócikk ezen változatának fordításán alapul.  Az eredeti cikk szerkesztőit annak laptörténete sorolja fel. Ez a jelzés csupán a megfogalmazás eredetét és a szerzői jogokat jelzi, nem szolgál a cikkben szereplő információk forrásmegjelöléseként.